# Serpentarium

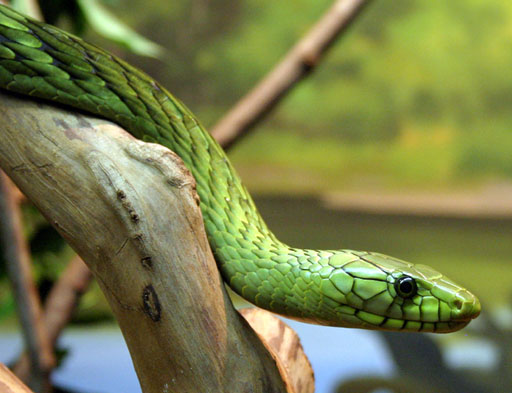
Groene mamba in de Jacksonville Zoo and Gardens, Jacksonville, Florida

Een serpentarium is een plaats waar slangen (Serpentes) worden gehouden. Dat gebeurt bedrijfsmatig om ze te kunnen melken, voor wetenschappelijk onderzoek, uit liefhebberij of als attractie voor een betalend publiek.
In een serpentarium worden temperatuur en vochtigheidsgraad voortdurend  gecontroleerd om goede omstandigheden voor de slangen in stand te houden. De dieren worden gehouden in zogenaamde terrarea.

## Publieke serpentaria

### Australië
- Australian Reptile Park, Central Coast
- Alice Springs Reptile Centre, Alice Springs

### België
- Serpentarium Blankenberge, deel van de Koninklijke Maatschappij voor Dierkunde Antwerpen.

### India
- Chennai Snake Park Trust, Chennai

### Thailand
- Queen Saovabha Memorial Institute, Bangkok

### Verenigde Staten
- Miami Serpentarium, Miami (gesloten)
- Clyde Peeling's Reptiland, Allenwood (Pennsylvania)
- The LAIR in de Dierentuin van Los Angeles